# パスワード@PIPOPA
『パスワード@PIPOPA』は、COONの2ndシングルである。2008年11月5日にリリース。

## 概要
- 当初は豊後敦子が歌っており、『ネットゴーストPIPOPA』の第2話 - 第4話でのみ使用された。この豊後敦子版はCD化されていない。
- 恋するリズムでは自身で作曲を手がけた。

## 収録曲
1. パスワード@PIPOPA
  - 作詞：イワタナオミ、作曲：岩﨑元是、編曲：蔵屋智久
  - テレビアニメ『ネットゴーストPIPOPA』後期オープニングテーマ
2. 恋するリズム
  - 作詞：mavie、作曲：COON
3. パスワード@PIPOPA（off Vocal）
4. 恋するリズム（off Vocal）